# Idősebb Arnobius
Idősebb Arnobius (3. század vége) filozófus, ókeresztény író.
Diocletianus alatt működött híres filozófusként és szónok volt, szülővárosában Siccában (a prokonzuláris Afrikában). A korban divatos filozófiai áramlat őt is a kereszténység támadói közé sodorta, akik felvilágosodással dicsekedve a neoplatonizmus segítségével igyekeztek a pogány római vallást észszerűnek feltüntetni. Arnobius azon kevesek egyike volt, akik a pogányság üres és alaptalan voltát éppen annak védelme alatt látták át, majd azt műveikben ki is nyilvánították, illetve meg is tértek. Arnobius 304 körül lett keresztény. Megtérésének őszinteségében kételkedő püspökének felszólítására írta Libri VII. Disputationum adversus gentes című munkáját 303-ban, amelyben a pogányok szemére veti, hogy a keresztények könyveit elégetik: ez először Diocletianus parancsára történt 303-ban, Arnobius kereszteltetése tehát egy évvel későbbre teendő. Életéről többet nem tudunk. Művében leleplezi a pogányságot és ad absurdum vezeti; egyben ő az első aki a neoplatonizmust mint kivihetetlent és történelmi alapot nélkülözőt, írásban támadja – később ezt sokan tették. Arnobius sietve írta művét, még nem sajátította el egészen a keresztény felfogást, innen több hitelvi tévedése; így ő a legérdekesebb hitvédők egyke.